# Débit de filtration glomérulaire
Pour les articles homonymes, voir DFG.
Le débit de filtration glomérulaire (DFG) est le volume de liquide filtré par le rein par unité de temps. C'est une valeur qui permet de quantifier l'activité du rein. Le DFG est classiquement estimé par la créatinine sérique, le calcul de la clairance de la créatinine à partir du recueil des urines de 24 heures ou par la formule de Cockcroft et Gault.
Chez une personne de type caucasien ayant une pression artérielle normale, le DFG est d'au moins 90 mL/min/1,73m2 et doit être multiplié par 1,15 chez les personnes de type africain. Le DFG diminue avec l'âge et à la suite de certaines maladies du rein. On déclare une diminution du DFG entre 60-89 et une insuffisance rénale terminale lorsque DFG < 15.
Selon H. Pottel et son équipe, la diminution « normale » du DFG avec l’âge n’est pas acceptée uniformément. Des données anciennes, datant des années 1950, ont décrit un DFG normal chez le sujet jeune (20 à 30 ans) entre 120 et 130 mL/min/1,73 m2. L’âge à partir duquel le DFG commence à diminuer reste très débattu et variable selon les études.

## Estimation du DFG
Pour estimer le DFG plusieurs techniques sont utilisées :
- la méthode de référence est une mesure de l'élimination d'un élément radioactif par l'urine. La technique est coûteuse et complexe et n'est guère utilisée ;
- on peut estimer le DFG en mesurant la concentration plasmatique d'une molécule dont la sécrétion dans le sang est connue et stable. C'est le cas de la créatinine, produit de dégradation des protéines musculaires dont on peut estimer la clairance. Sa sécrétion dépend à la fois de la masse musculaire et de l'âge du sujet. Son excrétion se fait par l'urine, par filtration et sécrétion. La sécrétion étant assez stable, seule le DFG fait en fait varier la concentration plasmatique de cette protéine dans le sang. La clairance se déduit de ce taux, du taux urinaire de la créatinine et de la diurèse des 24 heures. Cela nécessite donc deux dosages (urinaire et sanguin) ainsi que le recueil des urines sur 24 heures, ce qui rend son estimation assez complexe. En fait il existe une corrélation entre la créatinine sanguine, l'âge, le poids du patient et la clairance de la créatinine permettant d'estimer cette dernière avec un simple dosage sanguin.

Les formules d'estimation du DFG les plus courantes sont :
1. la formule de Cockcroft et Gault, qui tient compte du poids, de l'âge et de la créatininémie, permet chez l'adulte l'estimation de la clairance de la créatinine[2]. Cette clairance étant très proche du débit de filtration glomérulaire, elle renseigne sur l'état de la fonction rénale ;
2. la formule MDRD (Modification of Diet in Renal Disease) qui tient compte de l'âge, du sexe et de la créatininémie (et d'un coefficient ethnique pour les afro-américains) et qui rend un DFG normalisé sur la surface corporelle en mL/min/1,73 m2. Celle-ci sous-estime souvent les DFG supérieurs à 60[3] ;
3. la CKD-EPI (en) (Chronic Kidney Disease-Epidemiology Collaboration), a été présentée en 2009[4]. Elle a été recommandée en France par la HAS en décembre 2011[5], son emploi a été généralisé par une directive de la CPAM Île-de-France depuis octobre 2012[réf. souhaitée], et Prescrire la recommande en soins primaires, avec des limites en juillet 2020[6].

Les formules MDRD et CKD-EPI ont une fiabilité équivalente mais la formule CKD-EPI serait un meilleur indice quant au pronostic.
Il existe d'autres techniques, dont l'une repose sur la mesure du taux de créatinine et de la cystatine C, semblant plus précises. Cette méthode pourrait avoir un intérêt pronostique mais est limitée par le coût, restant très supérieur à un dosage simple de la créatinémie.

## Conséquences
La fonction rénale est décrite en plusieurs niveaux selon le DFG :
- Niveau 1 : ≥ 90 mL/min/1.73m2 , DFG normal ou augmenté ;
- Niveau 2 : 60-89 mL/min/1.73m2, DFG légèrement diminué ;
- Niveau 3 : 30-59 mL/min/1.73m2, insuffisance rénale chronique modérée ;
- Niveau 4 : 15-29 mL/min/1.73m2, insuffisance rénale chronique sévère ;
- Niveau 5 : < 15 mL/min/1.73m2, insuffisance rénale chronique terminale.

On définit en général l'insuffisance rénale chronique pour un débit de filtration glomérulaire inférieur à 60 mL/min. On effectuera une dialyse ou, si possible, une transplantation rénale, si le DFG est inférieur à 10 ou 15 mL/min.
Le débit de filtration glomérulaire est directement corrélé au nombre de néphrons qui restent dans les reins : il en existe au départ environ un million par rein, leur diminution est physiologique au fur et à mesure des années, mais leur destruction accélérée est pathologique, elle provoque l'insuffisance rénale qui, elle-même, entraîne un cercle vicieux accélérant encore plus la destruction des néphrons, et donc la défaillance rénale.